# Komplexes Plasma
Ein komplexes oder staubiges Plasma besteht aus einem physikalischen Plasma, in dem sich zusätzlich Teilchen in der Größe bis etwa 100 μm befinden. Diese Mikroteilchen, wegen ihrer geringen Größe oft auch als Staub bezeichnet, werden von den Ionen und Elektronen des Plasmas getroffen und laden sich entsprechend den physikalischen Gegebenheiten im Plasma elektrisch auf. Im Weltraum unter UV-Bestrahlung etwa werden Elektronen durch den Photoeffekt von den Staubteilchen entfernt, der Staub lädt sich positiv auf. Im Labor überwiegt ein anderer Effekt: Da die Elektronen in einem Plasma normalerweise eine wesentlich größere thermische Geschwindigkeit besitzen als die Ionen, treffen diese häufiger auf die Staubteilchen, so dass deren (negative) Ladung – je nach Größe der Teilchen – zwischen einigen und vielen tausend Elektronenladungen liegt.
Wie in einem normalen Plasma wird diese Ladung durch die beweglichen Ladungsträger im Plasma, also die Ionen und Elektronen, abgeschirmt.
Sind die Staubteilchen bei genügend hoher Dichte einander nah genug, spüren sie trotzdem die Ladungen der anderen Teilchen und beginnen, miteinander zu wechselwirken. Das komplexe Plasma kann dann, je nach Wahl der Plasmaparameter, im gasförmigen, flüssigen oder im festen Zustand (Plasmakristall), sowie in Zwischenzuständen auftreten. Es liegt also in verschiedenen Aggregatzuständen vor.
Bei der Untersuchung komplexer Plasmen im Labor ist von einzigartigem Vorteil, dass man die Staubteilchen durch Beleuchtung mit einem Laser und Beobachtung mit einer Kamera individuell sichtbar machen kann. So kann die Bewegung der Mikroteilchen individuell verfolgt und ausgewertet werden. Grundlegende Prozesse, wie Phasenübergänge und Wellenausbreitung, können so, quasi mit bloßem Auge, auf dem kinetischen, also dem fundamentalen Level sichtbar gemacht werden, was bei realen Kristallen auf atomarer Ebene schwer möglich ist. Aus den Trajektorien und den bekannten Massen der Mikropartikel kann direkt auf die wirkenden Kräfte geschlossen werden.
Auf der Erde werden die Staubteilchen im elektrischen Feld der Plasmarandschicht in Schwebe gehalten (levitiert), da sie ansonsten unter Einwirkung der Gravitation auf den Boden der Plasmakammer fallen würden. Eine Ausnahme bilden nanometergroße Teilchen, in deren Fall der Einfluss der Erdanziehung verglichen mit anderen Kräften gering ist. Trotz der Levitation bilden sich auf der Erde meist nur wenige Lagen der Staubsysteme. Deswegen werden häufig Experimente unter Mikrogravitation, z. B. bei Parabelflügen oder auf der Internationalen Raumstation ISS, durchgeführt. So war 2001 das Plasmakristall-Experiment 'PKE-Nefedov' des MPE Garching das erste physikalische Experiment auf der ISS überhaupt.
Auf die Staubteilchen wirken im Plasma diverse Kräfte. Neben der Gravitation und elektrischen oder magnetischen Kräften werden die Staubteilchen z. B. von den neutralen Gasteilchen getroffen. Auch die Ionen üben eine wesentliche Kraft auf die Staubteilchen aus. Die Reibung mit den Elektronen kann im Gegensatz dazu meistens vernachlässigt werden. Zusätzlich kann mit einem starken Laser eine Kraft auf die Staubteilchen ausgeübt werden. Eine weitere Rolle spielt die thermophoretische Kraft, die bei Vorhandensein eines Temperaturgradienten die Mikroteilchen zur kälteren Seite treibt. Um die schwachen Kräfte auf die Teilchen besser studieren zu können, sind ebenfalls Experimente unter Schwerelosigkeit hilfreich.
Komplexe Plasmen existieren in der Natur in vielen Gegebenheiten, sie spielen unter anderem eine Rolle in der Erdatmosphäre, den Planetenring (z. B. Ringe des Saturn) und dem Schweif von Kometen. Gerade im Weltraum existieren viele Arten von staubigen Plasmen, da 99 % der Materie als Plasma vorliegen, das häufig mit dem interstellaren bzw. interplanetaren Staub in Berührung kommt. So liefert die Erforschung komplexer Plasmen im Labor wichtige Hinweise, wie aus einer Staub- und Gasscheibe um einen jungen Stern Planeten entstehen.
Nicht immer ist Staub im Plasma erwünscht. Bei der Herstellung von Mikrochips z. B. zerstört dieser die empfindlichen Strukturen. Über die (störenden) Auswirkungen von Staub im geplanten Fusionsreaktor ITER wird aktuell diskutiert. Ebenfalls unerwünscht sind vielfach (z. B. Ruß-)Teilchen in heißen Verbrennungsgasen. Methoden, die u. a. mit der Beschäftigung mit komplexen Plasmen entwickelt wurden, können hier Abhilfe schaffen.

### Belege
1. ↑  Michael Kretschmer: MPE: Plasmakristall - Aktuelles. In: www2011.mpe.mpg.de. Archiviert vom Original (nicht mehr online verfügbar) am 21. November 2016; abgerufen am 20. November 2016.
2. ↑  T. W. Hartquist, O. Havnes, and G. E. Morfill, The effects of charged dust on Saturn's rings, A&G (2003) 44 (5): 5.26-5.30, doi:10.1046/j.1468-4004.2003.44526.x.
3. ↑  C. J. Mitchell et al.: Saturn's Spokes: Lost and Found. Science, 17. März 2006, Vol. 311. Nr. 5767, S. 1587–1589, doi:10.1126/science.1123783.
4. ↑  Qualifizierung und  Qualitätssicherung von Wandmaterial - Fusionsreaktor ITER - LABO ONLINE. In: www.labo.de. Abgerufen am 20. November 2016.
5. ↑  Malizia, A.; Poggi, L.A.; Ciparisse, J.-F.; Rossi, R.; Bellecci, C.; Gaudio, P. A Review of Dangerous Dust in Fusion Reactors: from Its Creation to Its Resuspension in Case of LOCA and LOVA. Energies 2016, 9, 578 doi:10.3390/en9080578.